# Kikuko Inoue
Kikuko Inoue (井上 喜久子?, Inoue Kikuko; Yokosuka, 25 settembre 1964) è una doppiatrice e cantante giapponese.
Resa celebre dal personaggio di Belldandy nella serie di Oh, mia dea!, Kikuko Inoue grazie al proprio timbro di voce, viene quasi sempre scelta per ruoli di personaggi nobili e dignitosi, come Belldandy appunto, oppure Kasumi Tendo in Ranma ½. È anche un'apprezzata cantante e ha fatto parte del gruppo canoro Goddess Family Club, insieme alle altre doppiatrici di Oh, mia dea!, nonché delle DoCo con il cast femminile di Ranma ½.
Ha doppiato i personaggi di The Boss, Rosemary,  Sunny e Chico nella serie di videogiochi Metal Gear.

## Filmografia

### Animazione
- Air (Uraha)
- Angelic Layer (Shūko Suzuhara)
- Argento Soma (Guinevere Green)
- Bleach: Thousand-Year Blood War (Madre di Nanao Ise)
- Chobits (Chitose Hibiya)
- Clannad (Sanae Furukawa)
- Claymore (Miria)
- Code Geass (Cecil Crumey)
- Cosmowarrior Zero (Lady Emereldas)
- DanDaDan (Acroseta)
- Dansai Bunri no Crime Edge (Violet Witchy)
- Detective Conan (Chianti)
- El Hazard (Rune Venus)
- Fairy Tail (Minerva Orland)
- Figure 17 (Orudina)
- Final Fantasy: Unlimited (Fabra, Narrator, Crux)
- FLCL Progressive (Hinae Hibajiri)
- Fullmetal Alchemist (Lust)
- Gungrave (Maria Asagi)
- Hand Maid May (Cyberdoll Mami)
- Hunter × Hunter (Palm Siberia)
- Ikki Tousen (Sonsaku Goei)
- InuYasha (Izayoi (Madre di InuYasha))
- Kiddy Grade (Alv)
- Lucky Star (Miki Hiiragi)
- Magic Knight Rayearth (Tatra)
- Guru Guru - Il girotondo della magia (Rena)
- Le mie adorate maghette (Sorella Gigant)
- Magilumiere Magical Girls Inc. (Miyako Aso)[1]
- Mahoromatic (Ryūsha)
- Mahō tsukai Pretty Cure! (Benigyo)
- Maria the Virgin Witch (Michael)
- Marmalade Boy (Anju Kitahara)
- Mawaru-Penguindrum (Chiemi Takakura)
- Mobile Suit Gundam SEED (Calidad Yamato (Madre di Kira Yamato))
- Mobile Suit Gundam SEED Destiny (Calidad Yamato)
- My-HiME (Yukariko Sanada)
- My Little Pony - L'amicizia è magica (Principessa Celestia)
- My Love Story!! (Ai Sunakawa)
- Mai-Otome (Yukariko Steinburg, Gal)
- Nadia - Il mistero della pietra azzurra (Electra)
- Najica Blitz Tactics (Daniela)
- Negima (Shizuna Minamoto)
- Never7 -the end of infinity- (Izumi Morino)
- Nokotan - In cerVa di amici (Ukai-sensei, Mitsu Inukai)
- Ogenki Clinic Adventures (infermiera Tatase)
- Oh, mia dea! (Belldandy)
- Onegai Teacher (Mizuho Kazami)
- Onegai Twins (Mizuho Kazami)
- Ouran High School Host Club  (Fuyumi Ootori)
- Overlord  (Nigredo)
- Pokémon (Infermiera Joy)
- Pretear (Natsue Awayuki)
- Ranma ½ (Kasumi Tendo)
- Ranma ½ (serie animata 2024) (Kasumi Tendo)
- Root Letter (Ishihara Yukari)
- RWBY: Ice Queendom (narratrice, Salem)
- Saber Marionette J (Panther)
- Sailor Moon Sailor Stars (Sailor Alluminium Siren)
- Saint Tail (Seira Mimori)
- Shaman King (Anisu)
- Bakuretsu Hunter (Lanu, Episode 14 – God's a Big Fool)
- Slayers (Leia)
- The Grimm Variations (mamma)
- Tokimeki Memorial Only Love (Megami: Guest in Ep.12)
- Tokyo Magnitude 8.0 (Masami Onosawa)
- Uchōten kazoku (Madre Shimogamo)
- UFO Ultramaiden Valkyrie (Inaruba)
- Un fiocco per sognare, un fiocco per cambiare (Hatsune Yamashita)
- Umineko no naku koro ni (Virgilia)
- Vandread (Meia's Fama)
- Weiß Kreuz (Birman)
- X (Tohru Magami)

### Videogiochi
- Anarchy Reigns (Amala)
- Arknights (Ling)
- Asura's Wrath (Durga)
- Baten Kaitos Origins (Valara)
- Concord (Capitana)
- Danganronpa V3: Killing Harmony (Kirumi Tojo)
- Death Stranding (Amelie)
- Death Stranding 2: On the Beach (Lucy)
- Dragalia Lost (Mercury)
- Dragon Force (Astea)
- Dragon Quest Heroes II (Regina di Ingenia)
- Dragon Quest XI S: Echi di un'era perduta - Edizione Definitiva (Eleanor)
- Dragon's Crown (Strega)
- Fate/Grand Order (Caster/Scheherazade)
- Fire Emblem Heroes (Deirdre, Niime, Rhea, Seiros)
- Fire Emblem: Three Houses (Rhea, Seiros)
- Fire Emblem Warriors: Three Hopes (Rhea, Seiros)
- FIST (Maria)
- Genshin Impact (Alice)
- Granblue Fantasy (Mishra, Ms. Miranda)
- Grandia (Liete)
- God of War (videogioco 2018) (Freya)
- God of War Ragnarök (Freya)
- Grand Knights History (Muse Cromwell)
- Guilty Gear XX (I-No)
- Guilty Gear Isuka (I-No)
- Guilty Gear: Dust Strikers (I-No)
- Guilty Gear Judgment (I-No)
- Guilty Gear Xrd -SIGN- (I-No)
- Guilty Gear Xrd -REVELATOR- (I-No)
- Guilty Gear -STRIVE- (I-No)
- Hi-Fi Rush (Mimosa)
- Last Bronx (Nagi Hojo)
- Lollipop Chainsaw (Elizabeth Starling)
- Lunar: The Silver Star (Alex Noa, Luna Noa)
- Lunar: Eternal Blue (Luna Noa)
- Mega Man X DiVE (Eratoeir)
- Metal Gear Solid 2: Sons of Liberty (Rosemary)
- Metal Gear Solid 3: Snake Eater (The Boss, Rosemary)
- Metal Gear Solid 4: Guns of the Patriots (Sunny, Rosemary)
- Metal Gear Solid: Peace Walker (Chico Libre, The Boss, The Boss AI)
- Metal Gear Rising: Revengeance (Sunny)
- Metal Gear Solid V: Ground Zeroes (Chico Libre)
- Metal Gear Solid V: The Phantom Pain (The Boss AI)
- Namco X Capcom (Valkyrie, Black Valkyrie)
- Ni No Kuni II: Il destino di un regno (Nerea)
- Nioh 2 (Miyoshino)
- Persona Q2: New Cinema Labyrinth (Nagi/Enlil)
- Policenauts (Karen Hojo)
- Project X Zone (Valkyrie)
- Project X Zone 2 (Valkyrie)
- Resident Evil Village (Lady Dimitrescu)
- Rogue Galaxy (Lilika Royza)
- Segagaga (Alisa, Kaolin Nijino, Alex Kidd)
- Senran Kagura: Estival Versus (Ryoki)
- Senran Kagura: Peach Beach Splash (Ryoki)
- Shinobi Master Senran Kagura: New Link (Ryoki)
- Senran Kagura Burst Re:Newal (Ryoki)
- Shin Megami Tensei: Strange Journey Redux (Louisa Ferre)
- Shin Megami Tensei: Devil Survivor 2 - Record Breaker (Tico (femmina))
- Snatcher (Jamie Seed)
- The Evil Within (Tatiana Gutierrez)
- The Evil Within 2 (Tatiana Gutierrez)
- The Hundred Line: Last Defense Academy (Moko Mojiro)
- The King of Fighters: All Star (I-No)
- Under the Skin (Principessa Cleo, Annie Campbell, Jill Valentine)
- Unlimited SaGa (Laura, Marie)
- Valkyrie Profile (Hrist Valkyrie, Lyseria)